# James FitzJames, III duca di Berwick
Jacobo Francisco Eduardo Fitz-James Stuart y Colón de Portugal (Madrid, 28 dicembre 1718 – Valencia, 30 settembre 1785) è stato un nobiluomo spagnolo.

## Biografia

### Infanzia
James FitzJames Stuart (nome completo in inglese) era figlio di James FitzJames, II duca di Berwick ed alla morte di questi nel 1738 egli ereditò il titolo formale di Duca di Berwick e quello spagnolo di Duca di Liria e Xerica. Sua madre era spagnola e per parte paterna era discendente da Cristoforo Colombo. Suo padre era figlio di James FitzJames, I duca di Berwick, figlio illegittimo di Giacomo II d'Inghilterra, ultimo monarca cattolico a regnare sulla Gran Bretagna.

### Matrimonio
Il 26 luglio 1738 ad Alba de Tormes, egli sposò Maria Teresa de Silva y Alvarez de Toledo (6 maggio 1716 - 5 maggio 1790), figlia di Manuel Maria de Silva y Mendoza, IV conte di Galve, settimo figlio del V duca di Pastrana ed Estremera e della ricca possidente Maria Teresa Alvarez de Toledo, (18 settembre 1691 - 1755),  XI duchessa di Alba de Tormes, VIII duchessa di Huéscar, Iv duchessa di Montoro, VI duchessa di Olivares, VII duchessa di Galisteo, Grande di Spagna, dalla quale ereditò moltissimi titoli anche minori.
L'unico figlio che sopravvisse fu Carlos Bernardo Fitz-James Stuart y de Silva, (Llíria, Valencia, 25 marzo 1752 - Madrid, 7 settembre 1787).

## Ascendenza
|                                                                             |                                                                   |                                                                      | Genitori                                                                    |  |  | Nonni |  |  | Bisnonni                                          |  |  | Trisnonni                                          |  |
|                                                                             |                                                                   |                                                                      |                                                                             |  |  |       |  |  | James II, re d'Inghilterra, di Scozia e d'Irlanda |  |  | Charles I, re d'Inghilterra, di Scozia e d'Irlanda |  |
|                                                                             |                                                                   |                                                                      |                                                                             |  |  |       |  |  | James II, re d'Inghilterra, di Scozia e d'Irlanda |  |  | Charles I, re d'Inghilterra, di Scozia e d'Irlanda |  |
|                                                                             |                                                                   | Henriette-Marie di Francia                                           |                                                                             |  |  |       |  |  | James II, re d'Inghilterra, di Scozia e d'Irlanda |  |  |                                                    |  |
| James FitzJames, I duca di Berwick                                          |                                                                   |                                                                      |                                                                             |  |  |       |  |  | James II, re d'Inghilterra, di Scozia e d'Irlanda |  |  |                                                    |  |
|                                                                             |                                                                   | Arabella Churchill                                                   | Sir Winston Churchill                                                       |  |  |       |  |  |                                                   |  |  |                                                    |  |
|                                                                             |                                                                   | Arabella Churchill                                                   | Sir Winston Churchill                                                       |  |  |       |  |  |                                                   |  |  |                                                    |  |
|                                                                             |                                                                   | Arabella Churchill                                                   | Elizabeth Drake                                                             |  |  |       |  |  |                                                   |  |  |                                                    |  |
| James FitzJames, II duca di Berwick                                         |                                                                   | Arabella Churchill                                                   |                                                                             |  |  |       |  |  |                                                   |  |  |                                                    |  |
|                                                                             |                                                                   | William Burke, VII conte di Clanricarde                              | Sir William Bourke                                                          |  |  |       |  |  |                                                   |  |  |                                                    |  |
|                                                                             |                                                                   | William Burke, VII conte di Clanricarde                              | Sir William Bourke                                                          |  |  |       |  |  |                                                   |  |  |                                                    |  |
|                                                                             |                                                                   | William Burke, VII conte di Clanricarde                              | Joan O'Shaughnessy                                                          |  |  |       |  |  |                                                   |  |  |                                                    |  |
| Lady Honora Burke                                                           |                                                                   | William Burke, VII conte di Clanricarde                              |                                                                             |  |  |       |  |  |                                                   |  |  |                                                    |  |
|                                                                             |                                                                   | Lady Helen MacCarty                                                  | Donough MacCarty, I conte di Clancarty                                      |  |  |       |  |  |                                                   |  |  |                                                    |  |
|                                                                             |                                                                   | Lady Helen MacCarty                                                  | Donough MacCarty, I conte di Clancarty                                      |  |  |       |  |  |                                                   |  |  |                                                    |  |
|                                                                             |                                                                   | Lady Helen MacCarty                                                  | Eleanor Butler                                                              |  |  |       |  |  |                                                   |  |  |                                                    |  |
| James FitzJames y Colón de Portugal, III duca di Berwick                    |                                                                   | Lady Helen MacCarty                                                  |                                                                             |  |  |       |  |  |                                                   |  |  |                                                    |  |
|                                                                             | Pedro Nuño Colón de Portugal y Ruiz de Castro, VI duca di Veragua | Álvaro Colón de Portugal y Portocarrero, V duca di Veragua           |                                                                             |  |  |       |  |  |                                                   |  |  |                                                    |  |
|                                                                             | Pedro Nuño Colón de Portugal y Ruiz de Castro, VI duca di Veragua | Álvaro Colón de Portugal y Portocarrero, V duca di Veragua           |                                                                             |  |  |       |  |  |                                                   |  |  |                                                    |  |
|                                                                             | Pedro Nuño Colón de Portugal y Ruiz de Castro, VI duca di Veragua | Catalina Ruiz de Castro y Colón de Portugal, V contessa di Gelves    |                                                                             |  |  |       |  |  |                                                   |  |  |                                                    |  |
| Pedro Manuel Colón de Portugal y Fernández de la Cueva, VII duca di Veragua | Pedro Nuño Colón de Portugal y Ruiz de Castro, VI duca di Veragua |                                                                      |                                                                             |  |  |       |  |  |                                                   |  |  |                                                    |  |
|                                                                             |                                                                   | Doña Isabella Fernández de la Cueva y Enriquez de Cabrera            | Francisco Fernández de la Cueva y de la Cueva, VII duca di Alburquerque     |  |  |       |  |  |                                                   |  |  |                                                    |  |
|                                                                             |                                                                   | Doña Isabella Fernández de la Cueva y Enriquez de Cabrera            | Francisco Fernández de la Cueva y de la Cueva, VII duca di Alburquerque     |  |  |       |  |  |                                                   |  |  |                                                    |  |
|                                                                             |                                                                   | Doña Isabella Fernández de la Cueva y Enriquez de Cabrera            | Doña Ana Enriquez de Cabrera y Colonna                                      |  |  |       |  |  |                                                   |  |  |                                                    |  |
| Catalina Ventura Colón de Portugal y Toledo, IX duchessa di Veragua         |                                                                   | Doña Isabella Fernández de la Cueva y Enriquez de Cabrera            |                                                                             |  |  |       |  |  |                                                   |  |  |                                                    |  |
|                                                                             |                                                                   | Fernando Antonio de Toledo y Ulloa, III conte di Ayala               | Antonio Francisco de Toledo y Fonseca, I conte di Ayala                     |  |  |       |  |  |                                                   |  |  |                                                    |  |
|                                                                             |                                                                   | Fernando Antonio de Toledo y Ulloa, III conte di Ayala               | Antonio Francisco de Toledo y Fonseca, I conte di Ayala                     |  |  |       |  |  |                                                   |  |  |                                                    |  |
|                                                                             |                                                                   | Fernando Antonio de Toledo y Ulloa, III conte di Ayala               | Doña Marina de Ulloa y Ulloa                                                |  |  |       |  |  |                                                   |  |  |                                                    |  |
| Teresa Mariana de Toledo y Fayardo, IV marchesa di San Leonardo             |                                                                   | Fernando Antonio de Toledo y Ulloa, III conte di Ayala               |                                                                             |  |  |       |  |  |                                                   |  |  |                                                    |  |
|                                                                             |                                                                   | Catalina Fajardo y Manrique de Mendoza, III marchesa di San Leonardo | Gonzalo Fajardo y Dávalos, I marchese di San Leonardo                       |  |  |       |  |  |                                                   |  |  |                                                    |  |
|                                                                             |                                                                   | Catalina Fajardo y Manrique de Mendoza, III marchesa di San Leonardo | Gonzalo Fajardo y Dávalos, I marchese di San Leonardo                       |  |  |       |  |  |                                                   |  |  |                                                    |  |
|                                                                             |                                                                   | Catalina Fajardo y Manrique de Mendoza, III marchesa di San Leonardo | Isabel Manrique de Mendoza y Barroso de Ribera, VII contessa di Castrojeriz |  |  |       |  |  |                                                   |  |  |                                                    |  |
|                                                                             |                                                                   | Catalina Fajardo y Manrique de Mendoza, III marchesa di San Leonardo |                                                                             |  |  |       |  |  |                                                   |  |  |                                                    |  |